# Kanton Dampierre
Dampierre is een voormalig kanton van het Franse departement Jura. Het kanton maakte deel uit van het arrondissement Dole. Het werd opgeheven bij decreet van 17 februari 2014 met uitwerking op 22 maart 2015.

## Gemeenten
Het kanton Dampierre omvatte de volgende gemeenten:
- La Barre
- La Bretenière
- Courtefontaine
- Dampierre (hoofdplaats)
- Étrepigney
- Évans
- Fraisans
- Monteplain
- Orchamps
- Our
- Plumont
- Ranchot
- Rans
- Salans